# Чанмугам, Дипика
Дипика Рукшана Чанмугам (в замужестве — Эпплтон) (англ. Dipika Rukshana Chanmugam (Appleton), 9 марта 1972) — шри-ланкийская пловчиха. Участница летних Олимпийских игр 1988 года. Первая женщина, представлявшая Шри-Ланку на Олимпийских играх.

## Биография
Дипика Чанмугам родилась 9 марта 1972 года.
В 1988 году вошла в состав сборной Шри-Ланки на летних Олимпийских играх в Сеуле. Выступала в трёх дисциплинах плавания.
На дистанции 100 метров брассом заняла 6-е место среди 7 участниц своего заплыва, показав 38-й результат — 1 минута 20,18 секунды и уступив 8,52 секунды худшей из попавших в полуфинал Суки Браунсдон из Великобритании.
На дистанции 200 метров брассом заняла последнее, 3-е место в заплыве, показав худший, 42-й результат — 2.51,60 и уступив 18,47 секунды худшей из попавших в полуфинал Брижитт Бекё из Бельгии.
На дистанции 200 метров комплексным плаванием заняла 3-е место среди 7 участниц своего заплыва, показав 31-й результат — 2.33,58 и уступив 13,38 секунды худшей из попавших в полуфинал Ёсие Нисиоке из Японии.
Чанмугам стала первой женщиной, представлявшей Шри-Ланку на Олимпийских играх.

## Семья
Двоюродный брат Джулиан Боллинг (род. 1966) также занимался плаванием, участвовал в летних Олимпийских играх 1984, 1988 и 1992 годов.
Шурин Зал Читти (род. 1962) занимался пулевой стрельбой, в 1988 году также участвовал в летних Олимпийских играх в Сеуле.